# Charlie Gaines
Charles „Charlie“ Gaines (* 8. August 1900 in Philadelphia; † 23. November 1986) war ein US-amerikanischer Jazz-Trompeter und Bandleader.
Gaines spielte als Jugendlicher in Brass Bands in seiner Geburtsstadt. 1920 zog er nach  New York City, wo er Mitglied im Orchester von Wilbur Sweatman wurde. Danach ging er zu Clarence Williams und spielte dann mit Sam Wooding, Earl Walton, Leroy Smith, Fats Waller, Charlie „Fess“ Johnson und den Hot Chocolates. In den 1930er Jahren leitete Gaines in Philadelphia eine eigene Formation, mit der er gelegentlich Schallplatten aufnahm, wie 1934 unter der Bandbezeichnung Lazy Levee Loungers mit Clarence Williams. Danach arbeitete er als Begleitmusiker für Leroy Smith und spielte außerdem im Louis Armstrong Orchester. In den 1950er Jahren trat er erneut mit eigenen Bands in Philadelphia auf, meist im Jazzclub Carroll's. In den 1960er Jahren hatte er mit einem Trio ein Engagement im Club Hangover. In den 1970er Jahren setzte sich Gaines zur Ruhe.